# 燃えろ!アバンテ兄弟
『ミニ四駆RC伝説燃えろ!アバンテ兄弟』は、『別冊コロコロコミック』に1989年から掲載されたこしたてつひろ作のミニ四駆・RC漫画。全2巻絶版だが、コミックパークで受注製本を受け付けている。

## 概要
1980年代のRCバギーブームとミニ四駆ブームを後押しする形でタイアップ連載された漫画。レースの範囲外に及ぶ過酷な戦いは、後の大ヒット作『爆走兄弟レッツ&ゴー!!』に継承されていった。当時の代表作『炎の闘球児 ドッジ弾平』のキャラクターが特別出演している。
基本的にはRCの兄とミニ四駆の弟が、タミヤ製品のカスタマイズの楽しさとレースの面白さを訴求していくといった内容。現実での効果はさておき、改造に関しては理屈がしっかり説明されているが、大破されたマシンの修復はかなりの超人的。

## 登場人物
アバンテ兄弟
大空風太（おおぞら ふうた）
小学生の弟。兄が買ったRCアバンテを強い憧れを持ち、いずれはRCレーサーに転向したい思いを持つがミニ四駆のアバンテJr.で妥協した。改造センスが高く、即興のアイデアでシャーシそのものを大改造し優勝してしまうテクニックを持つ。改造を重ねた自作マシンのアバンテ2001はアバンテJr.の改造品ではなく別固体らしく、兄に貸すこともあった。
大空翔一（おおぞら しょういち）
年齢不詳の兄。バイト代と小遣いを貯め定価34800円のRCアバンテを購入したことから物語が始まる。それ以前のRC歴は特になかったようだが、腕はすぐにもピカイチに成長した。ライバルから数々の器物損壊・傷害による妨害工作を受けるが、広い心でタミヤ運営には届けずあくまでレースでの勝利で水に流す。視力を失った際にも風太のナビだけで優勝するなど、そのテクニックはタミヤからも一目置かれるようになった。RCアバンテを改造しRCアバンテ2001を完成させるが、別固体らしくその後は「勝てなくても愛する初期アバンテをあえて使う」スタンスを取る。市販化されるタミヤ製RCアバンテ2001のテストカーを守るためにRCアバンテを完全に大破させてしまうが、その魂はタミヤ純正のRCアバンテ2001に乗り移ったと解釈し（スペアマシンとして持っているはずの自作アバンテ2001はどうなったか不明）譲ってもらう。

母ちゃん
アバンテ兄弟の母。肝っ玉の据わった女性で、兄弟が粗相をした際には容赦のないお仕置きをする。
BB（ブラック・バンデット）
RCマッドブルで公園のチビッコたちをいじめる悪役チーム。改造技術は高く、ミニ四駆でもアクロバットな妨害バトルを仕掛けた。実力でジャパンGPを勝ち抜けないと判断し、大空翔一に対して傷害事件を起こす。
バンキッシュ兄弟
RCバンキッシュとミニ四駆のバンキッシュJr.を使うふたごの小学生兄弟。家が裕福で、兄弟同士の奪い合いがないため兄弟ゲンカをしたことがないのが自慢。改造には金をかけていたが、レース中に徐々に仲間割れを起こしていきアバンテ兄弟に敗れる。翔一によると「ケンカしなきゃ本当の仲よしにはなれない」とのことで、最後は仲直りをした様子を見せていた。
B・A（ブラック・アバンテ）
ミニ四駆タッグ耐久戦に出場した2人組。アバンテ兄弟の人気を妬み、アバンテ兄弟にパーツとお金をとられたという狂言を使って兄弟を陥れようとするが、最後は企みがバレて観客たちの顰蹙を買うことになる。
イグレスチーム（バッドイグレス）
定価44000円のRCイグレスとミニ四駆のイグレスJr.を使う高校生以上のチーム。中型レーサーレプリカを所持するなど経済力も高い大人だが、バトルレースや道路に油をまき自転車を転倒させるなど犯罪的なラフプレーも非常に多い。内堀通りレースではアバンテ兄弟の自転車がパトカーとの接触事故を起こし勝利は確実だったはずだが、自分達のバイクもオイル漏れとパンクを同時に起こし逆転負けしてしまった。
イグレスチーム（成金イグレス）（八田イグレス）
勝てるハイエンドマシンだったRCイグレスを愛用する金持ちの少年チームも数多く存在する。
ミニ四ファイター
タミヤ社員の初代ファイター。ファイターの例に漏れずギャグ改造とパフォーマンスで笑わせる存在。結婚している。
タミヤの前ちゃん
タミヤ社員で本名は前田靖幸。アバンテ兄弟の才能を見抜き、RCとミニ四駆のアバンテ2001を市販化にこぎつける。
RCマン（ラジコンマン）
タミヤ社員。アバンテ2001のテストドライバー。ノーコン状態の2001を救うために大空翔一のアバンテを犠牲にしてしまったため、彼に2001を無償で譲与した。
メカニックマン
タミヤ社員。アバンテ兄弟の噂を聞きつけ、スターズブラザーズ（変装した前ちゃんとRCマン）と勝負させる。

## 登場マシン
RCアバンテ
メガヒットしたRCバギー。定価34800円という価格は並みの子供に買える値段ではないため、持っている大空翔一は羨望のまなざしを集めていた。数多くの破壊工作で大破するが、翔一はその度に修理し続けた。その負担額は相当なものだったはずで、翔一の口からはもう金がないという発言が多く出る。旧型化してからはモブのイグレスにも敗れるようになるが、翔一からは深く愛されていた。途中で2001に改造されたはずであるがあくまで別固体。前ちゃんの2001テスト走行に付き合った際に、ノーコン状態の2001を守るために大木に潰されるという最後を遂げた。しかしその魂が2001に乗り移ったと解釈され、翔一は機種変更に吹っ切れる。
アバンテJr.
RCのアバンテを買えない少年達にメガヒットしたミニ四駆。大空風太はかなり改造や事故で復元不可能なまでにシャーシを酷使していたが、ウリであるタイプ2シャーシは数多くの勝利を収めた。途中で2001に改造されたはずだが別固体。
RCアバンテ2001
定価26800円。翔一がアバンテをベースに自作したマシン。初代アバンテへの愛を貫く都合上、その後登場しなくなる。前ちゃんの市販版のテストカーが翔一へのアバンテ弁償として譲与された。イグレスの廉価発展型であるが、テクニックと改造で最強マシンとして活躍する。
アバンテ2001Jr.
風太が自作した2001と最終話で市販化された2001Jr.が存在する。兄を見習い初代アバンテも大事にしたため、サブマシン扱いに落ち着く。
RCイグレス
定価44800円もする当時のタミヤハイエンドマシン。勝てるマシンとして愛用するレーサーが最多で、アバンテ兄弟に数多く立ちはだかる。
イグレスJr.
ミニ四駆はボディ以外に特に差異がないため、アバンテJr.とは改造アイデアだけで勝負していた。